# Le Vignau
Le Vignau (gaskonsko Lo Vinhau) je naselje in občina v francoskem departmaju Landes regije Akvitanije. Naselje je leta 2009 imelo 477 prebivalcev.

## Geografija
Kraj leži v pokrajini Gaskonji 23 km jugovzhodno od Mont-de-Marsana.

## Uprava
Občina Le Vignau skupaj s sosednjimi občinami Artassenx, Bascons, Bordères-et-Lamensans, Castandet, Cazères-sur-l'Adour, Grenade-sur-l'Adour, Larrivière-Saint-Savin, Lussagnet, Maurrin in Saint-Maurice-sur-Adour sestavlja kanton Grenade-sur-l'Adour s sedežem v Grenadi. Kanton je sestavni del okrožja Mont-de-Marsan.

## Zanimivosti
- cerkev Marijinega Vnebovzetja, zgrajena v 80. letih 19. stoletja,
- dvorec Château du Vignau.